# Pale Blue Eyes
«Pale Blue Eyes» es una canción de la banda de rock alternativo. The Velvet Underground, incluida como la cuarta en su tercer álbum homónimo, escrita y cantada por el guitarrista Lou Reed, inspirada en una persona real, Shelley Albin con un enfoque en el folk rock, con tintes de pop y country, incorporando un ritmo lento. Actualmente es una de sus canciones más populares, aunque nunca fue lanzada como un sencillo oficial para el álbum.
Además, es una de sus canciones más versionadas, algunos ejemplos son Patti Smith en interpretaciones en vivo, R.E.M., versión que se lanzó como el lado B de So, Central Rain (I'm Sorry), la banda estadounidense Hole la interpretó en el Whisky a Go Go en febrero del año de 1992.

## Composición
A pesar del nombre, "Pale Blue Eyes" se escribió sobre alguien cuyos ojos eran color avellana, como señala Reed en su libro Between Thought and Expression. Se dice que la canción se inspiró en Shelley Albin, el primer amor de Reed, que en ese momento estaba casada con otro hombre.

## Personal
- Lou Reed – voz, guitarra eléctrica
- Doug Yule – bajo, órgano Hammond, voces de apoyo
- Sterling Morrison – guitarra eléctrica, voces de apoyo
- Maureen Tucker – percusión